# Valtura
Valtura (wł. Altura) – wieś w Chorwacji, w żupanii istryjskiej, w gminie Ližnjan. W 2011 roku liczyła 875 mieszkańców.